# Subcancilla
Subcancilla là một chi ốc biển, là động vật thân mềm chân bụng sống ở biển trong họ Mitridae.

## Các loài
Các loài thuộc chi Subcancilla bao gồm:
- Subcancilla annulata (Reeve, 1844)[2]
- Subcancilla baisei Poppe, Tagaro & Salisbury, 2009[3]
- Subcancilla flammea [4]
- Subcancilla hrdlickai Salisbury, 1994[5]
- Subcancilla interlirata [6]
- Subcancilla juttingae Koperberg, 1931[7]
- Subcancilla philpoppei Poppe, Tagaro & Salisbury, 2009[8]
- Subcancilla pugnaxa Poppe, Tagaro & Salisbury, 2009[9]
- Subcancilla rufogyratus Poppe, Tagaro & Salisbury, 2009[10]
- Subcancilla sulcata (Swainson in Sowerby, 1825)[11]